# Naofumi Iwatani
Naofumi Iwatani (岩谷 尚文 Iwatani Naofumi?), es un personaje de ficción de la novela ligera Tate no Yūsha no Nariagari escrita por Aneko Yusagi e ilustrada por Minami Seira. Naofumi es un joven Otaku de veinte años convocado a un mundo paralelo junto con otros tres jóvenes para convertirse en los Héroes del mundo y luchar contra hordas interdimensionales de monstruos. Equipado con el Escudo Legendario, el personaje gana el título de "Héroe del Escudo" (盾の勇者 Tate no Yūsha?) y emprende un viaje con odio hacia la sociedad después de ser acusado falsamente de agredir sexualmente a una princesa.
Naofumi fue escrito por Aneko Yusagi para ser un personaje afectado por la moralidad y cómo forja vínculos con otros personajes para recuperarse del crimen presentado. El personal del anime tenía como objetivo retratarlo con cuidado cuando se trataba de las relaciones del personaje, sobre todo con Raphtalia. Tiene la voz de Kaito Ishikawa en japonés, para el doblaje al español latino es el actor de doblaje mexicano Alan Bravo.
La reacción crítica hacia el personaje se ha mezclado en función de sus rasgos oscuros, pero varios escritores disfrutaron de su arco de personaje presentado en la historia, sobre todo cuando se trata de su esclava Rapthalia, ya que los dos se acercan a pesar de la caracterización inicial de Naofumi.

## Creación y desarrollo
Naofumi fue creado por Aneko Yusagi, quien enfatizó la importancia de liderar con su moralidad y la idea de efectos negativos o impactos en otras personas en la creación del personaje como la acusación hacia Naofumi de abuso sexual. Naofumi fue escrito para aparecer como un otaku compuesto, pero Yusagi cree que es más fuerte en el anime hasta el punto en que cree que Naofumi es visto desde el punto de vista de Rapthalia. A lo largo de los primeros capítulos, Rapthalia reconforta a Naofumi, que sintió que era una de las partes mejor adaptadas del anime. Otra relación importante que Naofumi forja en la narrativa es con L'arc Berg, a quien hicieron actuar como su hermano mayor a pesar de que a menudo lo irritaba.
El director de anime Takao Abo pretendía retratarlo como el más débil héroe convocado debido a su falta de ayuda relativamente cuando pelea. El guionista Keigo Koyanagi describió estas dificultades comunes en el género isekai, pero describió a Naofumi como un tipo diferente de protagonista, con el objetivo de convertirlo en único. El productor Junichiro Tamura estuvo de acuerdo con estas dificultades y especificó que las que Naofumi debe enfrentar involucran áreas oscuras no especificadas como un héroe más realista. El personal del anime explicó las dificultades para adaptar las partes de la novela ligera cuando Naofumi compra a Raphtalia como esclava, recordando a la audiencia que, dado que el personaje es consciente de que la sociedad lo odia, tener un esclavo no afectaría su popularidad. Abo considera la creciente relación de Naofumi con Rapthalia y el resto de sus aliados como el concepto de una historia familiar que quería hacer.
En lo que respecta a sus habilidades de lucha, el personal del anime encontró a Naofumi interesante por cómo su única arma es un escudo y, por lo tanto, tiene que depender de las tácticas de Raphtalia para luchar. Para hacer los combates más atractivos, se animó el escudo para que tuviera múltiples cambios, así como también para realizar cambios en su escudo. Al personal le resultó difícil adaptar correctamente los detalles de la novela ligera sobre el arma de Naofumi.
En la versión anime de la novela ligera, Kaito Ishikawa interpreta la voz de Naofumi, quien expresó su sorpresa por cómo Myne acusa falsamente a Naofumi de haberla agredido. Sin embargo, Ishikawa intentó darle al personaje un tono más positivo para contrastar su mal estado, y especialmente cuando el protagonista entrena para convertirse en un luchador más fuerte. Como resultado de su personalidad inquietante, Ishikawa intenta tener una mente en lo que respecta a Naofumi para retratarlo correctamente. Además, al explorar el cuidado de Naofumi de Rapthalia, el actor se dio cuenta de que su personaje mostraba una personalidad más encantadora. Sin embargo, afirma que, si bien a menudo realiza acciones agradables, no está dispuesto a abrirse a sí mismo y aún finge actuar con frialdad. En el doblaje en inglés de la serie, Billy Kametz interpreta a Naofumi.

## Apariciones
Naofumi es un estudiante universitario que fue convocado desde otro mundo después de encontrar un libro sobre los Cuatro Héroes. Originalmente es una persona de mente abierta, pero se vuelve cínico y desconfiado hacia los demás debido a que sus compañeros héroes lo desprecian, lo someten a los prejuicios religiosos de los ciudadanos, y Malty lo roba y lo acusa falsamente de intento de violación. Solo después de que Raphtalia lo defendió y proclamó su lealtad, Naofumi comenzó a abrirse lentamente a quienes lo rodeaban y se dio cuenta de sus errores. Al ver su papel de héroe como una carga, después de haber sido convocado contra su voluntad, Naofumi muestra poco remordimiento al usar tácticas clandestinas para asegurar la supervivencia de su grupo a pesar de las críticas de sus compañeros héroes. Generalmente reacio a confiar en extraños, a menudo pidiendo que le paguen por adelantado o usando maldiciones de esclavos para evitar mentir, hace todo lo posible por cumplir con las expectativas de quienes han depositado su fe en él o lo tratan como a un igual.
Después de derrotar a Kyo y acabar con la amenaza de la Tortuga Espiritual (la Ola de Cal Mira en el anime), Naofumi recibe el control de la ciudad natal de Raphtalia. Pronto planea reconstruir y hacer un ejército improvisado para luchar contra las Olas y las Bestias Guardianas restantes, comprando los habitantes desplazados originales y otros esclavos para repoblar. A menudo disfruta fingiendo ser el villano, para disgusto de Raphtalia y la renuencia de sus aliados, y trabaja como comerciante y artesano en su tiempo libre. Creyendo que algún día regresará a casa, se considera un padre adoptivo para Raphtalia y Filo y desea asegurarse de que puedan protegerse en su ausencia.
Aunque Naofumi tiene un comienzo lento debido a la percepción que tiene el público de él y a que no puede atacar a los enemigos directamente, aún puede mantenerse al día con sus compañeros héroes e incluso eclipsarlos debido al desbloqueo de una amplia variedad de escudos que aumentan a sus aliados y pasivos en habilidades. Dadas sus altas defensas, es capaz de ignorar la mayoría de los ataques y muestra inmunidad a la mayoría de los venenos, siendo solo vulnerable a los ataques que usan sus estadísticas contra él, como Hengen Muso. Su escudo más fuerte: el Escudo maldito de la ira, le permite contraatacar a los oponentes con llamas negras que se elevan con su ira a costa de disminuir temporalmente sus estadísticas y amenazar con permitir que su oscuridad interior tome el control. Si bien el Escudo legendario está temporalmente desactivado en el mundo de Kizuna, es elegido como el nuevo "Héroe del espejo vasallo".
Fuera de Tate no Yūsha no Nariagari, Naofumi, Rapthalia y Filo aparecieron como personajes invitados en el anime spin-off Isekai Quartet.

## Recepción
La recepción crítica del personaje de Naofumi ha sido mixta. En una revisión de la primera novela ligera, Anime News Network encontró que el odio de Naofumi hacia la sociedad por acusarlo de un crimen era demasiado para seguirlo, basándose en algunas acciones, sobre todo comprar a Raphtalia como esclava. Sin embargo, la dinámica de estos dos personajes está bien escrita, ya que ayuda a mostrar el lado amable de su personalidad en lugar de los rasgos crueles iniciales. Como resultado, encontró a Naofumi como un héroe más inusual que los que se ven más comúnmente en otras obras. De manera similar, Theron Martin declaró que "parece que la serie intenta construir a Naofumi más como un héroe popular que los famosos héroes descarados que estamos acostumbrados a ver en las historias de fantasía" y que "el episodio 3 ofrece el mejor argumento hasta la fecha para el posible potencial de la serie". Anime UK News descubrió que si bien las partes iniciales de la narrativa de la serie también pueden ser difíciles en la forma de anime debido a las acciones de Naofumi, la forma en que evoluciona la relación hace que el dúo sea protagonista más agradable. Fandom Post elogió la configuración proporcionada por Naofumi como lo retorcido que se vuelve la premisa cuando Naofumi es acusado de cometer un crimen y se convierte en un personaje más oscuro para ganar más poder. En una revisión siguiente, ANN elogió el manejo del autor de las peculiaridades de Naofumi como "Su cinismo ayuda a impulsar la trama y, lo que es más importante, muestra que piensa en sus acciones y sus consecuencias más que los otros héroes". Anime UK Network comparó el dilema de Naofumi con Penhaligon Trilogy de DJ Heinrich y dijo que aunque Naofumi inicialmente trata mal a Rapthalia, él crece para cuidarla, lo que resulta en una de las mejores escenas de la novela ligera; Raphtalia consuela a Naofumi deprimida que afirma que la ha abusado, pero que Rapthalia también se ha preocupado por él. Como resultado, Locksley se refiere a Naofumi como una persona que busca la redención a medida que se convierte en una persona más cariñosa a pesar de sus emociones negativas mostradas en los primeros capítulos.
Algunos críticos se centraron más en la representación del personaje en forma de anime. Manga.Tokyo elogió el arco del personaje de Naofumi en el anime debido a cómo decide quedarse para proteger a sus amigos en lugar de regresar a su propio mundo mientras agradece a Rapthalia por su ayuda constante, algo que hizo que el crítico los esperara en forma de una relación romántica en una temporada futura. Anime UK News sintió que Naofumi aparece como un personaje más creíble en el anime que en la novela ligera refiriéndose a este último como un héroe posiblemente amargado como un mensaje del autor para explicar una historia más oscura que no pudo contar correctamente. Anime UK News sintió que a Naofumi se le dieron más escenas en el anime para que fuera más agradable que en la novela ligera. Sin embargo, criticó una escena temprana en la que Naofumi juzga a una princesa. Fandom Post también sintió que Naofumi se convirtió en un personaje más atractivo en toda la serie de anime, así como más poderoso que los otros héroes a pesar de su debilidad inicial.
Algunos críticos fueron mucho más negativos con respecto al personaje. Timothy Donohoo de Comic Book Resources criticó duramente cómo Naofumi aparece como un "protagonista dominado que aparentemente nunca se equivoca" y por los "matices socialmente contenciosos", señalando que "la serie ha recibido una buena cantidad de críticas bien merecidas". Él especula que algunos espectadores pueden simpatizar con el protagonista, y señala que esto "justificaría la etiqueta del programa como una 'fantasía incel'". En retrospectiva, Anime News Network se refirió a la relación de Naofumi y Rapthalia como la peor del anime, afirmando que a pesar de que Naofumi quería liberarla de ser una esclava, Rapthalia decidió mantener este vínculo con su amo.
En los Anime Awards 2020 de Crunchyroll, Billy Kametz ganó la categoría "Mejor actor de doblaje (en inglés)" por interpretar a Naofumi. Kametz expresó su alegría por este premio y agradeció a los miembros restantes del elenco de la serie por ayudarlo.